# Artaxa princeps
Artaxa princeps är en fjärilsart som beskrevs av Walker 1865. Artaxa princeps ingår i släktet Artaxa och familjen tofsspinnare. Inga underarter finns listade i Catalogue of Life.